# تاورماط (تفراوتن)
تاورماط هو دُوَّار يقع بجماعة تافراوتن، إقليم تارودانت، جهة سوس ماسة في المملكة المغربية. ينتمي الدوّار لمشيخة تفراوتن التي تضم 27 دوار. يقدر عدد سكانه بـأزيد من 4000 نسمة حسب الإحصاء الرسمي للسكان والسكنى لسنة2024.
وينقسم الدوار الى أربعة اجزاء تتمثل في أزوانا تمندارت تيزي و أوشتاك.
1. 1 2   http://www.worldtimezone.com/time-africa24.php. {{استشهاد ويب}}: |url= بحاجة لعنوان (مساعدة) والوسيط |title= غير موجود أو فارغ (من ويكي بيانات) (مساعدة)
2. ↑  "الإحصاء العام للسكان والسكنى لسنة 2024(المغرب)" (PDF). المندوبية السامية للتخطيط. مؤرشف من الأصل (PDF) في 2025-04-01.

## روابط خارجية
- البوابة الوطنية للجماعات الترابية نسخة محفوظة 12 مارس 2018 على موقع واي باك مشين.
- المندوبية السامية للتخطيط